# Tlacotalpan
Tlacotalpan (nahuatl: Tla’cotlālpan, što znači „mjesto podijeljeno vodama”) je grad i istoimena općina priobalju središnjeg planinskog dijela meksičke savezne države Veracruz. Nalazi se oko 90 km od grada Veracruza i 203 kilometara južno od glavnog grada države Veracruz, Xalapa, te graniči s općinom Alvarado na sjeveru, Acula i Amatitlán na zapadu, Lerdo de Tejada na istoku, te Joseph Azueta, Santiago Tuxtla i Islom na jugu.
Iako je ovo područje bilo naseljeno od najranijih pretkolumbovskih vremena, grad na obali rijeke Papaloapan („Leptirske rijeke”) su osnovali Španjolci polovicom 16. stoljeća kao kolonijalnu riječnu luku u Meksičkom zaljevu. Zbog svoje izvrsno sačuvane pravilne urbane mreže širokih ulica uokvirenih dugim kolonadama šarenih kuća raznolikih arhitektonskih stilova i starim drvoredima, povijesno središte grada Tlacotalpana je upisano na UNESCO-ov popis mjesta svjetske baštine u Sjevernoj Americi 1998. godine kao „spoj španjolske i karipske arhitekture izvanrednog značaja i ljepote”.

## Povijest
Tlacotalpan je prije dolaska Španjolaca pripadao Astecima, i vjerojatno je njegovo naselje Tochtepec, sa stanovnicima koji su govorili nahuatl jezikom, osvojio vladar Axayacatl.
Prvi europski posjetilac bio je Juan de Grijalva u lipnju 1518., a osvojio ga je Gonzalo de Sandoval 1521. godine. Nakon kratkog vremena u posjedu encomendera grad je 1541. godine postao izravno vlasništvo španjolske krune kojim se upravljalo iz novoosnovanog glavnog grada, Vera Cruza. U 17. stoljeću su ga napali i spalili filibusteri (paravojne snage iz SAD-a koje su pokušavale izvesti pobune u Latinskoj Americi).
Današnji izgled grada datira nakon razornih požara 1788. i 1790. godine, nakon čega su sve kuće sagrađene opekom i kamenom, pokrivene crijepom, te odvojene širokim ulicama s drvoredima.
God. 1847., naselje je službeno priznato kao San Cristóbal Tlacotalpan, a 1862. su ga okupirali Francuzi. Dana 9. svibnja 1865. godine, Tlacotalpan je dobio status grada i sjedišta istoimene provincijske države. Tijekom pobune koju je vodio Porfirio Díaz Mori 1862. godine, grad se zvao Tlacotalpan de Porfirio Díaz, no ime mu je promijenjeno odmah po ugušenju revolucije. Tijekom Meksičke revolucije, Tlacotalpan je bio sjedište Španjolske vojske, a nakon osamostaljenja Meksika ovdje je osnovana Pomorska škola.
U ranom 20. stoljeću je gospodarstvo grada, koje se temeljilo na riječnoj plovodbi, naglo opalo nakon što je osnovana željeznica na prevlaci.

## Događanja
Grad je poznat i po tradiciji ribolova, te po dva godišnja festivala música jarocha (Jarocha glazba)i décima que patrocina (Deset pokrovitelja), koji su zanimlji po spoju andaluzijske, zapadnoafričke i autohtone srednjoameričke glazbe.
Središnja vjerska svečanost je Svijećnica koja se u Tlacotalpanu slavi danonoćno, od 31. siječnja do 9. veljače. Tada se nosi narodan nošnja, jedu tradicionalna jela, a kip "Gospe od svijećnice" se iznosi na ulice kako bi blagoslovio ribare i stanovnike grada. Procesiju predvodi nadbiskup Veracruza, a glazbu izvodi pomorski limeni orkestar iz obližnje pomorske akademije Antón Lizardo. Svetkovina završava vatrometom i privlači veliki broj posjetitelja svake godine.

## Vanjske poveznice
- Paquimé (Instituto Nacional de Antropología e Historia - INAH  Arhivirana inačica izvorne stranice od 20. listopada 2007. (Wayback Machine) (šp.)
- Galerija fotografija (engl.)

|  | Zajednički poslužitelj ima još gradiva o temi Tlacotalpan |